# Klaus Habersetzer

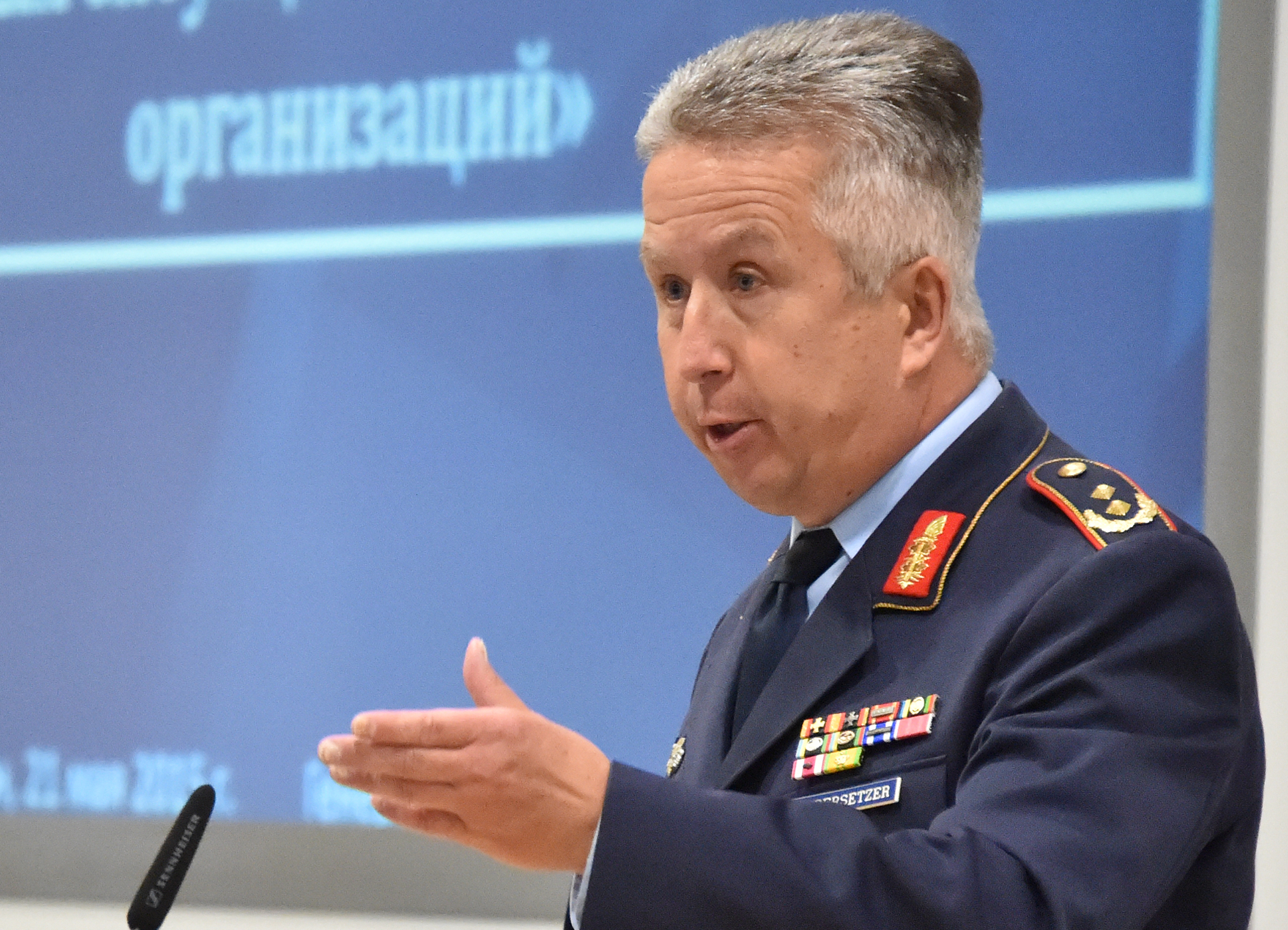
Klaus Habersetzer (2015) noch als Generalmajor

Klaus Heinrich Habersetzer (* 11. Juli 1957 in Augsburg) ist ein Generalleutnant a. D. der Luftwaffe der Bundeswehr. Vom 24. September 2018 bis zum 13. Dezember 2021 war er Kommandeur Zentrum Luftoperationen sowie Commander Combined Air Operations Centre (CAOC) Uedem und Executive Director des Joint Air Power Competence Centre in Kalkar.

## Militärische Laufbahn

### Ausbildung und erste Verwendungen
Habersetzer trat 1977 als Offizieranwärter der Luftwaffe in die Bundeswehr ein. Er absolvierte die Offizierausbildung an der Offizierschule der Luftwaffe und studierte Luft- und Raumfahrttechnik an der Universität der Bundeswehr München.
Danach durchlief er die Ausbildung zum Feuerleitoffizier für das Waffensystem HAWK in Rottenburg und an der US Army Air Defense Artillery School der Luftwaffe in Fort Bliss, Texas. Nach verschiedenen Verwendungen in Deutschland beim Flugabwehrraketenbataillon 34 in Rottenburg und beim Flugabwehrraketenbataillon 33 Erding und Lenggries absolvierte er von 1990 bis 1992 den Generalstabslehrgang der Luftwaffe an der Führungsakademie der Bundeswehr (FüAkBw) in Hamburg, wo er zum Offizier im Generalstabsdienst ausgebildet wurde.

### Dienst als Stabsoffizier
Nach dem Generalstabslehrgang folgte eine Zwischenstation beim Amt für Studien und Übungen der Bundeswehr in Ottobrunn und 1994 eine Referenten-Tätigkeit im Führungsstab der Luftwaffe (Fü L). Von 1996 bis 1999 war Habersetzer Kommandeur der Flugabwehrraketengruppe 22 (MIM-104 Patriot) in Penzing. Im Anschluss lehrte er Luftkriegsführung an der Führungsakademie der Bundeswehr, bis er als Dezernatsleiter in das Luftwaffenamt (LwA) in Köln versetzt wurde. Ab 2001 war er Gruppenleiter im Luftwaffenführungskommando (LwFüKdo) in Köln.
Von 2003 bis 2005 hatte Habersetzer Kommandeurverwendungen u. a. am Taktischen Aus- und Weiterbildungszentrum FlaRakLw in den Vereinigten Staaten. 2005 wurde er Referatsleiter im Führungsstab der Luftwaffe.

### Dienst als General
Von 2008 bis 2012 war er Kommandeur der Offizierschule der Luftwaffe (OSLw) in Fürstenfeldbruck. Ab 2011 wurde er vertreten, da er bis 2012 als Director Civil Military Synchronisation in der Stability Division im Headquarters ISAF in Kabul nach Afghanistan ging. Anfang 2013 wurde er Stellvertretender Befehlshaber und Chef des Stabes Kommando Operative Führung Eingreifkräfte (KdoOpFüEingrKr) in Ulm. Von Juli 2013 bis September 2018 war Habersetzer Chef des Stabes Multinationales Kommando Operative Führung (MN KdoOpFü) in Ulm. Diesen Dienstposten übergab im September an Generalmajor Kai Rohrschneider. Er selbst löste Generalleutnant Joachim Wundrak als  Kommandeur des Zentrum Luftoperationen der Luftwaffe sowie Commander Combined Air Operations Centre (CAOC) Uedem und Executive Director des Joint Air Power Competence Centre der NATO in Kalkar ab. Diese Versetzung war mit der Beförderung zum Generalleutnant verbunden. Am 13. Dezember 2021 wurde das Kommando über das Zentrum Luftwaffenoperationen an seinen Nachfolger Thorsten Poschwatta übergeben und Habersetzer in den Ruhestand verabschiedet.

### Auslandseinsätze
- 2011 ISAF Deputy DCOS Stability & Director Civil Military Synchronisation; Kabul, Afghanistan

### Auszeichnungen
- Ehrenkreuz der Bundeswehr in Silber und Gold
- Einsatzmedaille ISAF in Silber
- NATO-Medaille ISAF
- Legion of Merit
- Meritorious Service Medal

## Privates
Habersetzer ist verheiratet und Vater von zwei Töchtern.